# Башкирские народные сказки
Башкирские народные сказки — произведения устного творчества башкирского народа, вид фольклорной прозы.
В своих сказках башкирский народ пытался высказать своё национальное мироощущение, наставить своих детей жизненной мудрости, поднимал нравственные, семейные, бытовые вопросы.

## История
Истоки башкирских народных сказок лежат как в народном фольклоре, так и в книжных, литературных сюжетах.
Часть башкирских народных сказок связана с индийскими литературно-фольклорными памятниками «Джатаки», «Панчатантра», «Шукасаптати», «Тути-наме». Некоторые сказочные сюжеты из этих произведений вошли в устное творчество башкирского народа. Это связано с наличием культурных связей Урало-Поволжского региона со странами Востока, знакомством народа с арабо-мусульманской письменностью и книжной культурой. Рукописи произведений «Калила и Димна» и «Тути-наме» получили распространение в Поволжье и на Южном Урале, в XIX веке они издавались в тюркском переводе и на арабском языке.
Сюжеты известных в народе произведений упрощались, передавались из поколения в поколение в устной форме, частично заменялись народными традициями, становились частью национального сказочного репертуара. При этом сохранялась основа сюжета. Так в башкирской народной сказке «Лисица и невеста» сохранилась нехарактерная для южноуральского фольклора деталь — берег моря.
Древнетюркский рунический литературный памятник «Гадательная книга» («Ырк битиг») IX—X вв. получил распространение у тюрков. Часть сюжетов (про старого быка и муравьев и др.) похожа на сюжеты башкирских сказок (Лев и комар). Показанные в памятнике образы быка, сокола, ворона, овцы, тигра говорят о высоких фольклорных, письменных традициях башкирских сказок уже в эпоху раннего средневековья.
Записями башкирских сказок занимались фольклорные экспедиции на территории Башкортостана и в башкирских поселениях Свердловской, Оренбургской, Куйбышевской, Саратовской и Пермской областей СССР.
Сбором, публикацией и изучением башкирских народных сказок занимались ученые А. Г. Бессонов, А. И. Харисов, Дж. Г. Киекбаев, К. Мэргэн (А. Н. Киреев), М. Х. Мингажетдинов («Этногенетические мотивы в башкирских сказках»), Л. Г. Бараг («Об отношении башкирского сюжетного репертуара сказок о животных к русскому»), Н. Т. Зарипов, A. M. Сулейманов, Ф. А. Надршина («Башкирские сказки о животных»), Г. Р. Хусаинова, Р. Ф. Ильясов («Башкирские сказки о животных»), Д. К. Зеленин, Н. Ильминский и др.
В 1944 году в Уфе состоялась премьера первого башкирского балета «Журавлиная песнь», либретто которого было написано по мотивам башкирской народной сказки «Сынрау торна».

## Классификация
В современном башкирском сказковедении сказки разделяют на:
- Сказки о животных («Благодарный медведь», «Щедрый заяц», «Медведь и пчелы», «Кто видит дальше», «Медведь и дед», Крот и ворона и др.).

Персонажи этих сказок — волк, лиса, медведь, коза, муравьи и др. Некоторые сюжеты сказок о животных («Лиса-лгунья» «Лев, волк и лиса», «Сказка о теленке», «О лисе, утке и лягушке», «Косуля и яблоня», «Женщина-коза») сохраняют в себе древние верования и обычаи наших предков. В древности башкиры чтили медведя как тотемного животного. Действовал запрет на прямое употребление имени медведя. В сказках его называют «бабай» (дед), «атабыҙ» (отец), «урман эйәһе» (хозяин леса), «урман ҡото» (лесной дух). Древние тотемические черты зайца представлены в сказках «Щедрый заяц», «Заяц и лев». Здесь заяц выступает как воплощение щедрости, доброты и хитрости — помощник людей и зверей в трудную минуту.
Башкирские сказки о животных разделятся по жанрам: этиологические объяснительные («Урал-батыр», «Биранхылу — дочь бире»), классические, сказки-апологи, сказки-небылицы. Этиологические элементы с разъяснениями о возникновении гор, озёр и лесов встречаются в сказках: «Тысячелетний», где бабушку за обман привязывают к хвосту яловой кобылы, а там, где голова старухи коснулась земли, появлялись горы, где касалась спина — озера. В сказке «Черный щенок» — где спина старушки коснулась земли — возникают хребты гор, где волосы — волосистые кочки, а где глаза — озера. В сказке «Коварная невестка» — там, где волосы касались земли, образовались кочки, где спина — гора.
- Богатырские сказки (Алпамыша и Барсын-хылу, Семь братьев и сестра, Аюголак, Акъял-батыр, Богатырь Незнай, Тимерхан и др.). Особенностью этих башкирских сказок является малый уровень героизма в героях, действие их вне времени. Противники героев — мифические существа аждаха, пярий. Имена героев связаны с каким-либо районом Башкирии. Традиционным для башкирских богатырских сказок является эпизод чудесного рождения — рождение в лаптях («Джигит, победивший тысячеглавого Аждаху»), рождение от капли крови, брызнувшей на крышу, когда зарезали корову («Акъелак»), рождение из колена старушки («Коленный батыр»), рождение из расщелины скалы, когда старик ударил топором по затрясшейся каменной громаде («Алп-батыр»). Встречаются в сказках и женщины-богатыри (Барсын-хылу сбрасывает камни с горы и убивает всех женихов-богатырей).

- Волшебные сказки («Клубок», «Молодой охотник и мяскай», «Юлдыбай батыр»)[1]. Герои этих сказок или их помощники занимаются преодолением «эпических препятствий». В них действуют существа, противоположные миру людей: Аждаху, Дива, колдунья Мясекай, огромная птица Хымай (Сямрюк, Семере). Самым оригинальным в цикле волшебных сказок является образ Юхи.

В волшебных сказках отразились тотемистические воззрения башкир, верящих в кровное родство некоторыми животными или птицами, в возможность при желании превратиться в животного («Змей-богатырь», «Бык», «Лягушачья шуба», «Кукушка», «Черная собака»). Герой сказки «Бузансы-батыр» родился от кобылы; отцом батыра сказки «Аюголак» был медведь.
- Бытовые сказки (Злой отец, Развратная мать, Жена — доказчица, Младший брат, Старик и сын, Два обманщика, Абзалил и др.)[2]. Персонажи бытовых сказок — жена, муж, любовник, мачеха, падчерица, вор. В этих сказках виден национальный колорит, черты быта народа. Действующие лица занимаются охотой, борьбой, верховой ездой и др. Башкирские сказки отражают быт башкирской деревни: в них мать или жена погибшего вора плачут над телом, разбив сосуд с катыком; бай просит вора выкрасть у него войлок, на котором он спит; в сказках часто встречаются лошади (вор крадет жеребёнка из табуна), воры, направляясь грабить дворец царя, опять же намереваются угнать у него табун. В башкирских сказках отразился скотоводческий быт. Скот пытаются украсть воры, а не казну из сокровищницы царя. В летовках живут летом башкиры, пасущие лошадей.

## Язык сказок
Башкирский язык в народных сказках богат и разнообразен. В нём встречаются антропонимы, архаизмамы, диалектизмы, мифологизмы, заимствования и др. Их употребление связано с жанровой разновидностью сказок.
В башкирских богатырских сказках герои и их обозначения характеризуются только в общих чертах, в зависимости от их моральных или физических качеств: Алп батыр, Урман батыр, ЬыуЬылыу, Быжырмэргэн, Ьылыубикэ, КенИылыу и др.
В бытовых сказках часто не указывается имя персонажа, а обозначается происхождение или принадлежность героев к определенному социальному слою: батша кызы, бай кызы, угэй кыз, тимерсе малайы, етем егет, ярлы улы и т. п.
В сказках о животных персонажи определяются по внешним характеристикам, таким, как окраска, части тела. При этом слово с предметным значением выступает в функции дополнительного компонента, а основным назывным элементом является слово, определяющее качество предмета: Ьоросай, кара кесек, ала карга, кук буре, Шешколак, Келтэкойрок и т. д.
Среди нарицательных имен существительных часто используются формы: Ьыйыр-фэлэн, ер-Ьыу, уйын-келке, мал-тыуар, кош-корт, каЙБЫ-хасрэт.
В сказках широко используется слово «фэлэн». Оно заменяет в сказках различные именные формы: одушевленные и неодушевленные имена существительные (фэлэнэ йэшэгэн, фэлэн-тегэн алып кайт), и числительных (фэлэнсэ йылда, фэлэнсэ кендэ), и прилагательных (фэлэн батшаны, фэлэн ярлыка).
С магической функцией числа в башкирских сказках связано употребление имен числительных. Так часто употребляется число «три». Трехкратный повтор события убыстряет его ход. Число «семь» связано с мифологическими образами и структурой мира (семь сфер неба, семь этажей подземного мира, семь гор), временной характеристикой действий мифологических образов (семь месяцев, семь дней). Традиционными в башкирских сказках считаются сочетания: «ете кат ер арты», «ете юл саты», «куктен, етенсе каты».
В сказках имеют место словесные формулы, накладывающие отпечаток на их лексический, стилистический и синтаксической строй. К таким формулам относятся повторы глаголов, которые служат для показа долготы действия: Баралар былар, баралар, кен баралар, тен баралар, азна баралар, ай баралар («Алдар менэн шайтан»).

## Наука
Башкирские народные сказки изучали русские ученые-краеведы — В. Н. Татищев, П И Рычков, П С. Паллас, И. И. Лепехин, В. И Даль, М. В. Лоссиевский, С. Рыбаков, А. Г. Бессонов и др.
Ученые В. В. Радлов, Н. И. Березин, П. М. Мелиоранский, А. А. Потебня, Н. К. Дмитриев, В. Я. Пропп («Исторические корни волшебной сказки») исследовали язык, особенности башкирского фольклора.
Из башкирских ученых «сказочными» проблемами занимались А. М. Сулейманов, Г. Р. Хусаинов. Особенностями языка — Дж. Г. Киекбаев и Зайнуллин М. В..